# Lala
Lala (Bayan ng Lala) är en kommun i Filippinerna. Kommunen ligger på ön Mindanao, och tillhör provinsen Lanao del Norte. Folkmängden uppgår till 56 447 invånare.

## Barangayer
Lala är indelat i 27 barangayer.
| - Abaga - Andil - Matampay Bucana - Darumawang Bucana - Cabasagan - Camalan - Darumawang Ilaya - El Salvador - Gumagamot - Lala Proper (Pob.) - Lanipao - Magpatao - Maranding - Matampay Ilaya | - Pacita - Pendolonan - Pinoyak - Raw-an - Rebe - San Isidro Lower - San Isidro Upper - San Manuel - Santa Cruz Lower - Santa Cruz Upper - Simpak - Tenazas - Tuna-an |